# Eikenella corrodens
Eikenella corrodens ist eine im menschlichen Mund, Respirationstrakt und teilweise auch im Gastrointestinaltrakt vorkommende Bakterienart. Sie löst selten Infektionen aus und kommt fast immer in Mischinfektionen vor, wenn also mehrere Erreger an einem Infektionsgeschehen beteiligt sind. Infektionen mit Eikenellen kommen meist bei immunologisch geschwächten Menschen und Tieren vor, dann liegt eine opportunistische Erkrankung vor. Erkrankungen Gesunder sind sehr selten.

## Merkmale
Eikenella corrodens bildet gerade Stäbchen mit einer Breite von 0,3–0,4 μm und einer Länge von 1,5–4,0 μm. Das Bakterium besitzt Filamente, jedoch keine Flagellen. Es kann sich durch Zuckbewegungen bewegen, man spricht von „Twitching Motility“. Die Gram-Färbung fällt negativ aus. Auf festen Nährböden erscheinen Kolonien glatt und gewölbt, größere Kolonien sind dabei von satellitenartigen, kleineren Kolonien umgeben. Sie sind meist transparent können unter Umständen auch gelblich, weißlich oder grau sein. Die einzelnen Kolonien „fressen sich“ typischerweise in den Boden des Nährkörpers und korrodieren ihn. Ihr Name leitet sich also einerseits vom Entdecker (M. Eiken) ab und ist andererseits durch ihr verhältnismäßig typisches Wachstum bedingt. Für die gerichtete Kultivierung von Eikenellen ist in Deutschland mindestens die Biologische Schutzstufe 2 erforderlich.

## Stoffwechsel und Wachstum
Eikenella corrodens ist ein langsamwachsendes, mikroaerophiles Bakterium, es gedeiht also optimal in sauerstoffreduzierter Atmosphäre. Allerdings kann es sich auch in normaler 20%iger Sauerstoffatmosphäre vermehren, sowie anaerobe, also sauerstofffreie Umgebungen gut tolerieren. Die Kultivierung gelingt am besten auf Kochblutagar. Bei Verdacht auf das Vorliegen von Eikenellen kann unter mikroaeroben Bedingungen und mit hohen Kohlendioxidgehalt (5–10 %) die Anzucht versucht werden. Die optimale Wachstumstemperatur liegt bei 37 °C. Problematisch ist unter Umständen, dass viele andere Bakterienarten schneller wachsen und Eikenellen dadurch überwuchert werden können.
Die Art ist nicht-hämolytisch, rote Blutkörperchen werden durch das Bakterium also nicht abgebaut. Allerdings kann in bluthaltigen Nährmedien unter Umständen eine sogenannte „Vergrünung“ auftreten. Das Bakterium bezieht Nährstoffe aus dem im Nährboden und schädigt dabei gelegentlich die im Nährboden befindlichen roten Blutkörperchen. Der in den Erythrozyten anwesende rote Blutfarbstoff wird dadurch teilweise geschädigt, wodurch er grün statt rot erscheint.
Eikenella corrodens kann, was das Wachstum betrifft, ähnlich wie Bacteroides ureolyticus erscheinen. Hierbei kann die bei E. corrodens fehlende Fähigkeit zur Harnstoffspaltung (Urease) zur Unterscheidung dienen. Der Oxidase-Test verläuft positiv. Negativ fallen u. a. der Katalase-Test und der Indol-Test aus. Nitrat wird zu Nitrit reduziert. Der Test auf Lysindecarboxylase und Ornithindecarboxylase fällt ebenfalls positiv aus.
Eine Säurebildung aus Glucose oder anderen Kohlenhydraten findet nicht statt, enzymatische Aktivität ist kaum vorhanden.

## Krankheitserreger
Innerhalb der Humanmedizin wird Eikenella corrodens zu der sogenannten HACEK-Gruppe gestellt. Hier werden Bakterien der Gattungen Haemophilus (H), Aggregatibacter (A), Cardiobacterium (C), Eikenella (E) und Kingella (K) zusammengefasst. Diese Bakterien, die nicht näher miteinander verwandt sind, ist gemeinsam, dass sie Endocarditiden (Herzinnenhautentzündungen) hervorrufen können.
E. corrodens kann jedoch auch Wundinfektionen, z. B. bei chirurgischen Operationen, und Parodontitis hervorrufen. Da das Bakterium zur normalen Mundflora zählt, kann eine Infektion auch durch Menschenbisse erfolgen. Auch nach Hund- und Katzenbissen ist eine Infektion mit dem Bakterium häufig.
Eikonella corrodens wird auch häufig bei Mischinfektionen mit anderen Bakterien nachgewiesen. Auch Monoinfektionen treten auf. Besteht die Absicht eine solche Infektion zu therapieren, dann kann dies mit Aminopenicillinen, Acylureidopenicillinen, Cephalosporinen der 2. und 3. Generation, Carbapenemen, Fluorchinolonen, Penicillin und Tetracyclin versucht werden.
E. corrodens ist oft resistent gegenüber Cephalosporinen der 1. Generation, Erythromycin, Clindamycin und Metronidazol.

## Systematik
Eikenella corrodens zählt zu der Familie Neisseriaceae. Die Art wurde zuerst als Bacteroides corrodens von M. Eiken im Jahr 1958 in die Bakteriensystematik eingeordnet. 1972 wurde die Art dann zu der neuen Gattung Eikenella transferiert. Der Gattungsname ist zu Ehren des Erstbeschreibers M. Eiken gewählt worden. Zu der Gattung zählen außer E. corrodens noch vier weitere Arten: Eikenella exigua, E. halliae, E. longinqua und E. glucosivorans (Stand März 2022).

## Genutzte Literatur
- George M. Garrity: Bergey's manual of systematic bacteriology. 2. Auflage. Springer, New York, 2005, Vol. 2: The Proteobacteria Part C: The Alpha-, Beta-, Delta-, and Epsilonproteabacteria ISBN 0-387-24145-0